# Black Sweet
Black Sweet (od indonez. wyrażenia hitam manis) – indonezyjski zespół muzyczny założony w 1979 w Jayapurze. Początkowy skład tworzyli: Steven Letsoin (gitara prowadząca), Harry Letsoin (gitara basowa), Gerald F. Tethool (keyboard), John Keff (perkusja) i Ian Ulukyanan (wokal prowadzący); później grupa wyjechała do Dżakarty.
W stolicy do grupy dołączyli nowi muzycy: Amry M. Kahar (saksofon), Karim Assor (trąbka) i Iskandar Assor (trąbka). 31 grudnia 1981 r. zespół oficjalnie przyjął nazwę Black Sweet. Ich debiutancki album Pusara Tak Bernama spotkał się z pozytywnym odbiorem słuchaczy.
Kolejne albumy Black Sweet wychodziły w latach 80. XX wieku. Na albumach zespołu pojawiały się utwory popowe i religijne oraz muzyka regionalna. W ramach współpracy z Pratama Record wydali dwa albumy muzyczne. Po odejściu Amry’ego i Iskandara do składu dołączył Albert Sumlang. Z czasem działalność grupy została zawieszona, lecz w końcu zespół powrócił na scenę muzyczną z przebojem „Kau, Aku, dan Dia”, kontynuując nagrywanie muzyki pop i religijnej. W tym okresie aktywności współpracowali z Duba Record. W 1995 r. do zespołu dołączyli Anto Sax (saksofon) i Iche Fofied (bas).
Działalność Black Sweet była inspirowana ruchem Black Power. Członkowie zespołu pochodzili z Papui Zachodniej i Wysp Kai. Wcześniej byli związani z innymi grupami muzycznymi z tego regionu – Black Brothers i Black Papas.

## Albumy
Źródło: 
- 1979: Pusara Tak Bernama
- 1981: Akhir Sebuah Kisah
- 1984: Lestari
- 1994: Terlambat Sudah
- 2001: Nona Si Jantung Hati